# San Benito, Chicontepec
San Benito är en ort i Mexiko.   Den ligger i kommunen Chicontepec och delstaten Veracruz, i den sydöstra delen av landet, 210 km nordost om huvudstaden Mexico City. San Benito ligger 91 meter över havet och antalet invånare är 175.
Terrängen runt San Benito är kuperad åt sydväst, men åt nordost är den platt. Runt San Benito är det ganska tätbefolkat, med 65 invånare per kvadratkilometer. Närmaste större samhälle är La Ceiba, 16,5 km söder om San Benito. Trakten runt San Benito består till största delen av jordbruksmark.